# Amici miei - Come tutto ebbe inizio
Amici miei - Come tutto ebbe inizio è un film del 2011 diretto da Neri Parenti, definito dai suoi autori prequel di Amici miei.

## Trama
Jacopo, Duccio, Cecco, Manfredo e Filippo sono cinque amici che vivono nella Firenze del Quattrocento, durante un'epidemia di peste. Tutta la popolazione è terrorizzata e si rifugia nelle proprie case e i protagonisti approfittano di questa situazione per poter fare scherzi a chiunque.

## Produzione
Il soggetto è firmato da uno degli autori dei primi tre film della serie e dallo stesso Parenti, con l'aggiunta della coppia Fausto Brizzi-Marco Martani in fase di sceneggiatura. L'impianto narrativo è, nel complesso, tenuemente ispirato alla Novella del Grasso legnaiuolo, novella spicciola tramandataci in almeno tre diverse redazioni che riferiscono di una celebre burla ordita da Filippo Brunelleschi e che fa parte della tradizione letteraria del XV secolo.
Il film prevedeva inizialmente la partecipazione dell'attrice toscana Laura Pestellini, la quale però morì, novantunenne, il 23 novembre 2010.
Le riprese del film sono iniziate il 26 aprile 2010 e si sono svolte tra Firenze, Certaldo, Pistoia, San Gimignano e gli studi di Cinecittà a Roma.

## Distribuzione
Il primo trailer ufficiale è stato pubblicato il 28 febbraio 2011. L'uscita nelle sale cinematografiche è avvenuta il 16 marzo 2011.

## Accoglienza

### Incassi
Il film, rivelatosi un colossale flop, ha incassato 3.333.050 euro dopo tre settimane di proiezioni, contro i 15 milioni spesi per la realizzazione, senza contare le spese per le attività promozionali, quantificabili in altri milioni di euro. Il film si è classificato al nono posto nella classifica dei film italiani più visti della stagione 2010/2011 ed al 53º posto della classifica complessiva di film italiani e stranieri.

### Critica
Il sito MYmovies vota il film 1.59 su 5, definendolo "un prequel sporcaccione che si fa beffa del vitalismo dell'originale monicelliano".
Durante la produzione del film sono state sollevate forti critiche, sul social network Facebook, da parte di alcuni estimatori delle prime tre pellicole, i quali contestavano la mera finalità commerciale del film e la scelta del cast, minacciando il boicottaggio delle proiezioni.
Interpellato a proposito di queste critiche, lo stesso Mario Monicelli ha dichiarato:
Anche il giornalista Marco Travaglio ha duramente criticato la pellicola, obiettando a Neri Parenti di aver associato indegnamente il proprio film a quelli di Monicelli e Loy, dei quali avrebbe profondamente malinteso la natura sì goliardica, ma al contempo tragica.

## Riconoscimenti
- 2011 - Nastro d'argento
  - Candidatura come Migliore scenografia[13]
  - Candidatura come Migliori costumi[13]